# Аслан Селмани
Аслан Селмани (на албански: Asllan Selmani; на македонска литературна норма: Аслан Селмани) е албански учен демограф, политик и поет от Република Македония.

## Биография
Селмани е роден в 1945 година в кумановското село Лояне. Министър на науката е от 1996 до 1998 година в третото правителството на страната, начело с Бранко Цървенковски.